# Agrypon cushmani
Agrypon cushmani är en stekelart som beskrevs av Dasch 1984. Agrypon cushmani ingår i släktet Agrypon och familjen brokparasitsteklar. Inga underarter finns listade i Catalogue of Life.